# Isaac I. Aboab
Isaac Aboab (Isaac I. Aboab, auch Isaak Aboab) war ein um 1300 in Spanien lebender und wirkender religiös-ethischer Autor aus sefardischer Familie.
Bekannt wurde er vor allem durch sein Werk Menorat ha-Maor („Leuchter des Leuchtens“), ein volkstümliches Kompendium der talmudischen Ethik.